# The Day After the Silence
The Day After the Silence è un album di Enrico Pieranunzi, pubblicato dalla Edi-Pan Records nel 1976.

## Tracce
Lato A
Brani composti da Enrico Pieranunzi
1. Prolusion – 4:25
2. The Day After the Silence – 3:41
3. Trichromatic Line – 4:35
4. Blue Song – 4:30
5. Our Blues – 2:50

Lato B
Brani composti da Enrico Pieranunzi
1. Blues Up – 4:57
2. The Mood Is Good – 4:22
3. Aurora – 3:28
4. The Flight of Belphegor – 3:58
5. A Gay Day – 3:25

## Musicisti
- Enrico Pieranunzi - pianoforte

Note aggiuntive
- Fabrizio Salvatore - produttore, supervisore
- Registrato l'8 e 9 settembre 1976 presso Emmequattro Studios, Roma (Italia)
- Giovanni Fornari - ingegnere delle registrazioni
- Fabrizio Zampa, Mario Luzzi, Marcello Rosa, Marcello Piras e Arrigo Polillo - note di retrocopertina album[2]